# 星川稚宮皇子
星川稚宮 皇子（ほしかわのわかみや の みこ、生年不詳 - 雄略天皇23年（479年））は、『日本書紀』に伝えられる古墳時代の皇族（王族）。雄略天皇と吉備上道臣氏出身の稚媛との間の子で、磐城皇子の弟。雄略天皇の死後に反乱を起こしたという（星川皇子の乱）。一般に「稚宮」を省略して星川皇子と呼ばれることが多い。『古事記』は系譜・反乱伝承ともに欠いている。このため、皇子の反乱の鎮圧に貢献したとされる大伴室屋の子孫である大伴氏に伝わる伝承が『日本書紀』に取り入れられたもので、『古事記』の元になった『旧辞』には伝えられていなかった伝承であるとする説もある。

## 概要
雄略天皇は吉備上道臣田狭が自分の妻・稚媛の美しさを自慢するのを聞いて、田狭を任那の国司として派遣した後で、稚媛を奪って妃とした。こうして磐城皇子と星川皇子が生まれた。ところが、雄略天皇は星川皇子を皇位につけてはならないと、大連の大伴室屋と東漢掬直に遺詔した。そのことが原因で、稚媛は雄略天皇が死ぬと、星川皇子に反乱を起こすよう説いた。星川皇子は母の言葉に従い、反乱を起こし、大蔵を占領した。しかし、室屋らによって大蔵に火を放たれ、星川皇子と稚媛のほか異父兄の兄君(田狭と稚媛の子)など従った者の多くが焼き殺された。吉備上道臣氏は星川皇子を助けようと軍船40隻を率いて大和に向かったが、殺されたことを聞いて途中で引き返した。即位前の清寧天皇はこれを非難して、吉備上道臣が管理している山部を召し上げたという。
なお、滋賀県米原市の朝妻神社には、皇子の墓と称する宝篋印塔がある。